# Vasilij Němčinov
Vasilij Sergejevič Němčinov (2. ledna 1894, Grabovo, Penzenská gubernie – 5. listopadu 1964, Moskva) byl ekonom, statistik, jeden ze zakladatelů ekonomického a matematického směru sovětské ekonomické vědy. Laureát Stalinovy a Leninovy ceny. Akademik AV SSSR (30.11.1946), akademik Leninovy všesvazové akademie zemědělských věd (1948), akademik AV Běloruské SSR (1940), doktor ekonomických věd (1935) a profesor (1928).

## Životopis
V roce 1913 vystudoval Čeljabinskou odbornou školu, v roce 1917 vystudoval ekonomický obor Moskevské obchodní vysoké školy.
V letech 1915–1917 řídil odbor uprchlíků Ruského zemského svazu v Moskvě, také řídil sektor statistiky prodejen potravin Zemgor (Moskva – Kyjev). Byl vedoucím oceňovacího statistického oddělení okresu Čeljabinského zemstva (1917–1922). V roce 1919 vedl kurz o dějinách evropského umění na Čeljabinské národní vysoké škole. Po založení Čeljabinské gubernie, se dostal do čela statistické kanceláře v roce 1919, vedl 1. sčítání lidu RSFSR v provincii. Působil jako vedoucí Uralského regionálního statistického úřadu (Sverdlovsk, 1923), člen kollegia Ústředního statistického úřadu SSSR (1926–1930), člen kolegia sektoru národohospodářského účetnictví Státní plánovací komise SSSR (1930–1931), člen kolegia Centrální správy národohospodářského účetnictví SSSR (1932–1934), místopředseda Státní komise pro odrůdové testování obilovin NKZ SSSR (1937). Od roku 1928 vedoucí oddělení statistiky. Ředitel zemědělské akademie Timiryazeva v Moskvě (1940–1948) a vedoucí statistické sekce moskevského domu vědců (1939–1948). V roce 1940 vedl první statistický sektor na ekonomické akademie SSSR. Byl jedním z vůdců sovětské delegace při jednáních v Dumbarton Oaks (1944), spojených s vytvořením OSN. Na srpnovém zasedání Leninovy všesvazové akademie zemědělských věd kritizoval Lysenkovy názory na genetiku. Následně byl zproštěn funkce ředitele Akademie Timiryazeva a o šest měsíců později byl nucen opustit statistické oddělení akademie. Byl ve funkci předsedy rady pro zkoumání výrobních sil (1949–1963), akademického tajemníka odboru ekonomických, filozofických a právních věd (1953–1959) a člena prezidia Akademie věd SSSR (1953–1962).
Byl jedním z 300 vědců, kteří v roce 1955 podepsali dopis, který kritizoval Lysenka a jeho postoje ke genetice. V roce 1954 inicioval konferenci o výuce statistiky na ekonomických školách. Iniciátoval též publikaci série "Knihovna ekonomických věd a statistiky". Byl profesor, zakladatel a vedoucí katedry matematických metod pro analýzu ekonomiky na ekonomické fakultě Moskevské státní univerzity (1962–1964). Vedl kurz o ekonomických metodách a modelech. Od roku 1947 byl profesor katedry politické ekonomie na Akademie sociálních věd pod Ústředním výborem KSSS a vedoucím katedry matematických metod ekonomické analýzy Moskevské státní univerzitě (1963–1964). Byl aktivním účastníkem mezinárodních vědeckých konferencí v Bukurešti a Kluži (1957), Pekingu, Šanghaji a Paříži (1958), Miláně a Římě (1959), Budapešti (1961), Varšavě a Krakově (1961), Sofii a Varně (1962), Bratislavě a Praze (1962), Berlíně, Haagu a Birminghamu (1964). Na třech zasedání Mezinárodního statistického institutu (1957, 1958, 1960) byly diskutovány jeho zprávy o metodě bilance v ekonomické statistice, o matematických a ekonomických problémech vytváření rovnováhy národního hospodářství, o mezisektorové rovnováze jako o makroekonomickém modelu optimálního plánování. V roce 1958 inicioval ekonomický a matematický výzkum na Akademii věd SSSR a pak byl následně v roce 1963 založen centrální ekonomický a matematický institut Akademie věd SSSR (nyní se jmenuje CEMI RAS). Založil a vydával časopis "Ekonomika a matematické metody".

## Vědecké názory a činnosti
Pracoval v oblastech teorii a praxi statistiky (otázky sociální a ekonomické struktury společnosti ; otázky teorie statistického sledování, vypracování metod objektivního měření a analýzy hromadných ekonomických jevů), problémy rozvoje výrobních sil a struktury společenské výroby, metodologie zkoumání produktivity práce, vypracování modelů plánované ekonomiky, ekonomické hodnocení. První teoretické práce se soustředily na zkoumání třídní struktury sovětské vesnice v 20. letech ( "O statistickém zkoumání třídní rozdělení vesnice" (1926), "O sociálně-ekonomických skupinách farem" (1927), "Zkušenost z klasifikaci zemědělských farem" (1928)). V práci "Struktura chlebové výroby" (1928) byly definovány "chlébokrmová rovnováha" (základní dokumenty, které ukazují objem výroby a distribuce obilí) pro předrevolučního času a počítání rozměry nákladového chleba, produkovaného vně vesnic, v rozmezí 1926–1927 roku byli zkoumání důvody nedostatku obilí v zemi. V roce 1927 a 1928 byla klasifikace domácnosti Němčinova stanovena na základ dvou speciálních, jímž organizovaných, "hnízdící" dynamických sčítání zemědělství. Pod jeho vedením v letech 1929–1931 byly organizovaný první celkové průzkumy sovchozů a kolchozů. Je autor metody instrumentálního měření výnosu prostřednictvím malého počtu výběrových vzorků – tak zvaných "metrovek" (o ploché 1 m²), který změnil metody subjektivního ocenění výnosu. Je též Autor schématu Němčinova-Peregrudova v matematické statistice, který rozvíjel ideu ortogonálních Čebyšových polynom, tento výsledek ovlivnil jeho knihu "Čebošovy polynomy a matematická statistika". Jako předseda Svazu pro studium výrobních sil položil otázku výstavby průmyslových továren a vodních elektráren v horním toku řeky Jenisej, v Amurském povodí, protože považoval je jako centry budoucích velkých společenské hospodářských komplexů. Paralelně sérii expedičních průzkumu se objeví řada zásadně nových teoretických práci : o rozvoji výrobních sil v zemědělství při socialismu (1953), o kritériích umístění plodin a průmyslových odvětví živočišné výroby (1947) a ekonomických otázkach rozvoje živočišné výroby (1955), o specializací výroby při prosperujícím umístění zemědělství (1957), o perspektivech rozvoje výrobních sil Sibiře a Uralu (1956,1958); "Teoretické otázky racionálního umístění výrobních sil" (1961). Aby rozšířit své nápady, Němčinov zveřejnil řadu populárních brožur, měl cyklus přednášek, článků v novinách a časopisech. Jako delegát od SSSR na III. Mezinárodním kongresu sociologů (Amsterdam, 1956) měl referát "Změny v třídní struktuře obyvatelstva SSSR", na IV. (Milan, 1959) – referát na téma "Sociologický aspekt plánování". Je jedním ze zakladatelů ekonomicko matematického směru ekonomických věd v Rusku. Jako jeden z prvních položil a vyřešil teoretické otázky ekonomické kybernetiky, ekonometrie, aplikace matematického modelování a výpočetní techniky v ekonomickém výzkumu (monografie “ekonomicko matematické metody a modely), vypracoval model rozšířené reprodukce, statistický model sociální dělby práce. Na konci 1957 roku zorganizoval první laboratoř pro aplikaci statistických a matematických metod v ekonomickém výzkumu a plánování v Rusku, kam přihlásil několik talentovaných absolventů ekonomických univerzit a skupinu matematiků z Leningradu. V roce 1958 se zúčastnil konference o koordinace výzkumů Akademie věd SSSR. V dubnu v roce 1960 prezentoval referát “Teoretické otázky mezivědní a všeobecné rovnováhy výroby a distribuce výrobků národního hospodářství” na první celoevropské konferenci o matematickém výzkumu a plánování. V roce 1961 byla zveřejněna díla konference v sedmi svazcích pod redakcí Nemčinova. Vedl vědeckou konference o aplikaci matematických metod a elektronické výpočetní techniky v ekonomickém výzkumu a plánování. Později vedl sekce ekonomické kybernetiky vědecké konference o komplexním problému “Kybernetika”. V listopadu v roce 1961 vedl vědeckou konference o komplexním problému “Vědecké základy plánování a organizace veřejné produkce" Akademie věd SSSR. V letech 1962–1963 začal vést ještě osm vědeckých konferencí Akademie věd SSSR: konference o efektivitě kapitálových investic, o problému stanovení cen, o distribuci výrobních sil, o ekonomických problémech chemizace národního hospodářství a podobně. V roce 1963 (po připojení k laboratoři Nemčinova dalších tří podobných laboratoře Akademie věd SSSR a Státní plánovací komise SSSR) Němčinova laboratoř byla reorganizována na Ústav centrální ekonomiky a matematiky (CEMI) Akademie věd SSSR. Pod jeho vedením byla obnovena práce nad mezisektorovou rovnováhou, která byla přerušena v roce 1920. Němčinovy Činnosti ovlivnily vývoj plánovaného stanovení cen.

## Ceny a tituly
- Doktor ekonomických věd (1935).
- Čestný člen Mezinárodní statistické vysoké školy (1958).
- Člen Královské statistické společnosti Velké Británie (1961).
- Čestný doktor věd Birminghamské vysoké školy (1964).
- Nositel tři Leninových řádů (1939, 1946, 1964), dva Řády Rudého Praporu Práce (1940, 1944) a Řád Rudé hvězdy (1945)
- Laureát Stalinovy ceny (1946 za práci Zemědělská statistika) a Leninovy ceny (1965, posmrtně) za účast ve vědeckém rozpracováni metod lineárního programování a ekonomických modelů.
- Ruská akademie věd od roku 1993 uděluje na jeho počest Němčinovovu cenu.

## Díla
- Němčinov V. Národní hospodářství Uralu: (jeho stav a rozvoj) / [předmluva Sulimova D.]. — Ekaterinburg: Uralkniha, 1923. — 103, [1] s.
- Němčinov V. Třídní rozdělení vesnice // Přehled hospodářství Uralu za rok 1924—25: Sb. — Sverdlovsk: Uralský krajský statistický úřad, 1926.
- Němčinov V. Praxe klasifikace rolnických domácností // Věstník statistiky. — 1928. — № 1.
- Němčinov V. Výběrové měření úrodnosti // Národní hospodářství SSSR. — 1932. — № 5—6.
- Němčinov V. Soupis a statistika zemědělských podniků. Č. 1. — M.—L.: Státní sociálno-ekonomické vydavatelství, 1933.
- Němčinov V. Soupis a statistika zemědělských podniků. Č. 2. — M.—L.: Státní sociálno-ekonomické vydavatelství, 1933.
- Němčinov V. O výuke statistiky v ekonomických VŠ // Problémy ekonomiky. — 1940. — № 4.
- Němčinov V. Zemědělská statistika a základy obecné teorie. — M.: Selhogiz, 1945.
- Němčinov V. Čebyšovy polynomy a matematická statistika. — M., 1946. Nemčinov V. Otázky statistickou vědy ve pracích V. Lenina // Zprávy AV SSSR, Odbor ekonomiky a práva. — 1949. — № 5.
- Němčinov V. Statistika jako věda // Otazky ekonomiky. — 1952. — № 10.
- Němčinov V. Moderní matematická statistika a Čebyšova řada // Vědecké poznámky po statistice : Sb. — Vydavatelství AV SSSR, 1955. — D. 1.
- Němčinov V. Použití normativní statistiky při zkoumání produktivity práce v zemědělství // Vědecké poznámky po statistice : Sb. — Vydavatelství AV SSSR, 1956. — D. 2.
- Němčinov V. Rozvoj výrobních sil zemědělství při socialisme // Otazky filosofie. — 1953. — № 6.
- Němčinov V. Perspektivy rozvoje výrobních sil Sibiře a Uralu // Plánované hospodářství. — 1956. — № 3.
- Němčinov V. Teoretické otázky racionálního umístění výrobních sil // Otazky ekonomiky. — 1961. — № 6.
- Němčinov V. Sociologie a statistika // Otazky filosofie. — 1955. — № 6. Nemčinov V. Problémy moderní sociologie // Nový čas. — 1956. — № 44.
- Němčinov V. Sociologický aspekt plánování. — 1959. — № 10.
- Němčinov V. Statistické a ekonomické otázky vybudování rovnováhy národního hospodářství // Vědecké poznámky po statistice : Sb. — Vydavatelství AV SSSR, 1957. — D. 3.
- Němčinov V. O poměrech rozšířené reprodukce // Otázky ekonomiky. — 1958. — № 10.
- Němčinov V. Rovnovážná metoda v ekonomické statistice // Vědecké poznámky po statistice : Sb. — Vydavatelství AV SSSR, 1959. — D. 4.
- Němčinov V. Některé otázky použití rovnovážné metody ve statistice sounáležitých dinamických ekonomických system // Vědecké poznámky po statistice : Sb. — Vydavatelství AV SSSR, 1959. — D. 5.
- Němčinov V. Některé kvantitativní závislosti schémat výroby // Otázky ekonomiky. — 1962. — № 2.
- Němčinov V. Používání matematických metod v ekonomických výzkumech a plánování // Otázky ekonomiky. — 1960. — № 6.
- Němčinov V. Úvodní slovo, referát «Používání matematických metod v ekonomických výzkumech v plánování» a závěrečné slovo // Díla Vědecké porady o Používání matematických metod v ekonomických výzkumech a plánování, 4—8. dubna 1960 г.. — VA Věd SSSR. — D. 1.
- Němčinov V. Teoretické otázky meziodvětvové a meziregionální rovnováhy výroby a rozdělení produkce // Díla Vědecké porady o Používání matematických metod v ekonomických výzkumech a plánování 4—8. dubna 1960 г. : Sb. — Vydavatelství AV SSSR, 1962. — D. 3.
- Němčinov V. Používání matematických metod v ekonomické práce // Používání matematických metod v ekonomických výzkumech : Sb. — Socekgiz, 1959.
- Němčinov V. Model ekonomické oblasti // Používání matematiky v ekonomických výzkumech : Sb. — Socekgiz, 1961. — D. 2.
- Němčinov V. Ekonomická věda musí se stát exaktní vědou // Ekonomické noviny. — 1961. — № 11 (16. října).
- Němčinov V. Plánování a kybernetika // Ekonomické noviny. — 1961. — № 12 (23. října).
- Němčinov V. Ekonomiko-matematické metody a modely. — Socekgiz, 1962.
- Němčinov V. Moderní problémy sovětské ekonomické vědy // Otázky ekonomiky. — 1959. — № 4. Nemčinov V. Hodnota a cena při socialismu // Otázky ekonomiky. — 1960. — № 12.
- Němčinov V. Metody definice hodnoty a odklonění cen od hodnoty // Veřejné potřebné náklady práce, vlastní náklady a rentabilita : Sb. — Vydavatelství AV SSSR, 1963.
- Němčinov V. Užitná hodnota a užitné ohodnocení // Ekonomiko-matematické metody. — Vydavatelství AV SSSR, 1963. — Č. 1.
- Němčinov V. Základní kontury modele plánové cenotvorby // Otázky ekonomiky. — 1963. — № 12.
- Němčinov V. Socialistické hospodářství a plánování výroby // Komunista. — 1964. — № 5.